# Богатырь, Виктор Николаевич
Ви́ктор Никола́евич Богаты́рь (укр. Віктор Миколайович Богатир; 11 мая 1969 года, Александрия, Кировоградская область, Украинская ССР, СССР) — советский и украинский футболист и тренер.

## Игровая карьера
Виктор Богатырь родился 11 мая 1969 года в городе Александрия. Учился в местной ДЮСШ, первый тренер — Юрий Коваль. Его первым профессиональным клубом стал белорусский «Днепр» из Могилёва. После распада СССР он вернулся домой в Александрию, где продолжил выступления за местную «Полиграфтехнику» в первой лиге.
Благодаря успешным выступлениям за эту команду, летом 1993 года Богатырь был приглашен в одесский «Черноморец», с которым в сезоне 1993/94 становился обладателем Кубка Украины и бронзовых медалей чемпионата. Однако уже в следующем сезоне Виктор Прокопенко, который приглашал Богатыря в команду, покинул «Черноморец», а новый тренер Леонид Буряк не видел Виктора Богатыря в своей команде. Богатырь вновь вернулся в «Полиграфтехнику», после чего выступал на правах аренды за «Кривбасс». В начале 1996 года Богатырь подписал постоянный контракт с полтавской «Ворсклой». В её составе становился победителем первой лиги и в 1997 году — обладателем бронзовых медалей чемпионата Украины.
Впоследствии в его карьере были выступления за «Кремень», кировоградскую «Звезду», белорусское «Торпедо-Кадино» из Могилёва, тернопольскую «Ниву», любительский «Сигнал». Последним клубом в профессиональной футбольной карьере Виктора Богатыря стала одесская «Пальмира», где он выступал как играющий тренер.

## Тренерская карьера
Летом 2005 года «Пальмира» снялась с розыгрыша чемпионата Украины и Виктор Богатырь стал тренером криворожского «Горняка», однако уже осенью этого же года он покинул команду. Следующим местом работы стал его «родной» клуб «Александрия», которую он тренировал в течение двух сезонов в первой лиге.
После «Александрии» Богатырь тренировал различные молдавские клубы: непродолжительное время возглавлял «Нистру», где ему помогал бывший партнёр по «Черноморцу» Виталий Парахневич. Затем в период зимнего межсезонья покинул атакский клуб и вошёл в тренерский штаб «Гагаузии», где стал ассистентом главного тренера комратцев Петра Стоянова. Далее работал тренером-консультантом в клубе «Сфынтул Георге» (Суручены).
После Молдавии в тренерской карьере Богатыря наступила длительная пауза, которая закончилась в апреле 2015 года, когда он стал тренером «Ингульца» со второй лиги. Тренером этой команды он работал всего полгода и после выездного поражения от ровенского «Вереса» подал в отставку. В начале декабря 2015 Виктор Богатырь стал новым тренером того самого «Вереса», однако уже в апреле следующего года покинул ровенский клуб в связи с неудовлетворительными результатами. Вскоре возглавил ФК «Мир» (Горностаевка), в котором проработал до августа 2017 года. Сотрудничество было прекращено по обоюдному согласию сторон, причина этого решения осталась неизвестной, поскольку турнирное положение команды было удовлетворительным.
В конце ноября того же года возглавил луцкую «Волынь». Под его руководством команда сыграла 12 официальных матчей (6 побед, 6 поражений).

## Факты
- В Высшей / Премьер лиге Украины провёл 73 матча, забил 5 голов.
- В Первой лиге Украины провёл 144 матча, забил 31 гол.
- В Кубке Украины провел 27 матчей, забил 4 гола.
- В Еврокубках провёл 6 матчей, забил 1 гол.

## Достижения

### Как футболист
- Обладатель Кубка Украины (1): 1993/94
- Бронзовый призёр чемпионата Украины (2): 1993/94, 1996/97
- Победитель Первой лиги Украины (1): 1995/96
- Бронзовый призёр Первой лиги Украины (1): 1992